# Hôpital général de référence de Makiso
 (juin 2021).
La mise en forme du texte ne suit pas les recommandations de Wikipédia : il faut le « wikifier ».
Les points d'amélioration suivants sont les cas les plus fréquents :
- Les titres sont pré-formatés par le logiciel. Ils ne sont ni en capitales, ni en gras.
- Le texte ne doit pas être écrit en capitales (les noms de famille non plus), ni en gras, ni en italique, ni en « petit »…
- Le gras n'est utilisé que pour surligner le titre de l'article dans l'introduction, une seule fois.
- L'italique est rarement utilisé : mots en langue étrangère, titres d'œuvres, noms de bateaux, etc.
- Les citations ne sont pas en italique mais en corps de texte normal. Elles sont entourées par des guillemets français : « et ».
- Les listes à puces sont à éviter, des paragraphes rédigés étant largement préférés. Les tableaux sont à réserver à la présentation de données structurées (résultats, etc.).
- Les appels de note de bas de page (petits chiffres en exposant, introduits par l'outil «  Source ») sont à placer entre la fin de phrase et le point final[comme ça].
- Les liens internes (vers d'autres articles de Wikipédia) sont à choisir avec parcimonie. Créez des liens vers des articles approfondissant le sujet. Les termes génériques sans rapport avec le sujet sont à éviter, ainsi que les répétitions de liens vers un même terme.
- Les liens externes sont à placer uniquement dans une section « Liens externes », à la fin de l'article. Ces liens sont à choisir avec parcimonie suivant les règles définies. Si un lien sert de source à l'article, son insertion dans le texte est à faire par les notes de bas de page.
- La présentation des références doit suivre les conventions bibliographiques. Il est recommandé d'utiliser les modèles {{Ouvrage}}, {{Chapitre}}, {{Article}}, {{Lien web}} et/ou {{Bibliographie}}. Le mode d'édition visuel peut mettre en forme automatiquement les références.
- Insérer une infobox (cadre d'informations à droite) n'est pas obligatoire pour parachever la mise en page.

Pour une aide détaillée, merci de consulter Aide:Wikification.
Si vous pensez que ces points ont été résolus, vous pouvez retirer ce bandeau et améliorer la mise en forme d'un autre article.
L’hôpital général de référence de Makiso est un centre de soin de santé publique depuis 1921 situé à Kisangani dans la province de la Tshopo en république démocratique du Congo.

## Accident
Le vendredi 11 mai 2018, le bâtiment administratif de l’hôpital général de référence de Kisangani avait pris feu, la cause de l'incendie est restée inconnue, l'hôpital avait perdu beaucoup de ces biens tels que, les équipements informatiques et électro-ménagers, médicaments, intrants, meubles de luxe, les ordinateurs, les postes téléviseurs dans des bureaux, des documents administratifs et autres biens de valeur. L'estimation des dégâts causés est d'une valeur de plus de quatre-vingt-dix mille dollars américains. 
Il y avait dans ce bâtiment plus de trois mille neuf cents moustiquaires imprégnés d’insecticide à longue durée, plus de sept mille boite des anti retro viro pour les personnes vivant avec le VIH-Sida, plus de onze mille réactifs anti paludéens, pour ne citer que ceux-là.
Ce grand bâtiment administratif était un don de la coopération technique Belge, construit en 2009.

## Histoire
L'hôpital général de référence de Makiso est le plus grand hôpital public en république démocratique du Congo crée en 1921, cette institution hospitalière soigne les malades et participe à la formation des étudiants en médecine et en sciences infirmières[réf. nécessaire].

## Services
- médecine interne
- chirurgie,
- service de gynéco-obstétrique
- pédiatrie
- radiologie
- services des urgences
- service de la dentisterie
- service de laboratoire
- service de l'échographie